# Juan José Lobato del Valle
Juan José Lobato del Valle (Trebujena, Cadis, 30 de desembre de 1988), és un ciclista espanyol, professional des del 2010 i fins al 2023. En el seu palmarès destaca la victòria al Circuit de Getxo de 2011, la Volta a la Comunitat de Madrid de 2016, i diverses etapes en curses d'una setmana.

## Palmarès
- 2006
  -  Campió d'Espanya en ruta júnior
- 2008
  - 1r a la Clàssica Ciudad de Torredonjimeno
  - Vencedor d'una etapa de la Volta a la Comunitat de Madrid sub-23
- 2009
  - Vencedor d'una etapa a la Volta a Cantàbria
- 2010
  - 1r a la Clàssica Al Alto Guadalquivir
  - Vencedor d'una etapa de la Volta a Valladolid
- 2011
  - 1r al Circuit de Getxo
- 2012
  - Vencedor de 2 etapes a la Volta a Xile
  - Vencedor d'una etapa a la Volta al llac Qinghai
- 2013
  - Vencedor d'una etapa a la Volta a Castella i Lleó
  - 1r al Circuit de Getxo
- 2014
  - Vencedor d'una etapa al Tour de Valònia
  - Vencedor d'una etapa a la Volta a Burgos
- 2015
  - Vencedor de 2 etapes a la Volta a Andalusia
  - Vencedor d'una etapa al Tour Down Under
- 2016
  - 1r al Volta a la Comunitat de Madrid i vencedor d'una etapa
  - Vencedor d'una etapa al Tour de Dubai
  - Vencedor d'una etapa al Circuit de la Sarthe
- 2017
  - Vencedor d'una etapa al Tour de l'Ain
- 2018
  - 1r a la Coppa Sabatini
- 2021
  - Vencedor d'una etapa a la Volta a l'Alentejo
- 2022
  - Vencedor d'una etapa a la Volta a l'Alentejo

### Resultats a la Volta a Espanya
- 2011. Abandona (11a etapa)
- 2012. 174è de la classificació general
- 2017. 114è de la classificació general

### Resultats al Tour de França
- 2013. 165è de la classificació general

### Resultats al Giro d'Itàlia
- 2015. Abandona (18a etapa)
- 2019. 134è de la classificació general